# Sky High

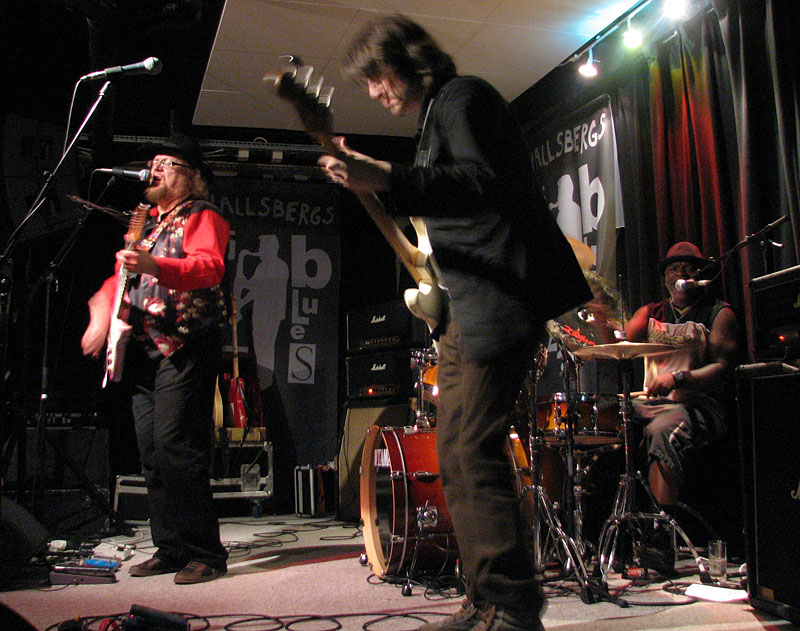
Sky High i Hallsberg 24 november 2006.

Sky High är en svensk bluesrockgrupp som grundades hösten 1978 av gitarristen Clas Yngström. Sedan starten har Sky High under årens lopp genomgått många olika skepnader. Från att från början varit ett renodlat coverband med större delen av Jimi Hendrix repertoar på låtlistan via ZZ Top-influerad boogierock i mitten av åttiotalet, har man hittat en egen stil som innehåller en blandning av soul, blues och rock.

## Diskografi
- Sky High (1980) (nyutgiven 2005 med engelsk text + 3 bonusspår)
- Still Rockin' (1982) (nyutgiven 2005 med 7 bonusspår)
- Freezin' Hot (1985)
- Humanizer (1987)
- Have Guitar, Will Travel (1989)
- Safe Sex (1990)
- Fuzzface (1995) (Clas Yngström & Sky High)
- Freedom (2002)
- On The Cover/25 Years Of Madness (2003?)
- Soul Survivor (2004?)
- Download (2008)
- Stone and Gravel (2015)
- 20 från fyrtio (2020)